# Aglaonema chermsiriwattanae
Aglaonema chermsiriwattanae là một loài thực vật có hoa trong họ Ráy (Araceae). Loài này được D.Sookchaloem mô tả khoa học đầu tiên năm 1997.